# Homer Doliver House
Homer Doliver House  (Oneida, 21 de julho de 1878 — 21 de dezembro de 1949) foi um botânico norte-americano.

## Publicações
- North American Species of Ipomoca (1908),
- Wild Flowers of New York (1923),
- Annotated List of Ferns and Flowering Plants of New York State (1924),
- Wild Flowers (1935).